# تیلدن (تگزاس)
تیلدن، تگزاس(به انگلیسی: Tilden, Texas) شهری در ایالت تگزاس از ایالات جنوبی ایالات متحده آمریکا است. در سرشماری سال ۲۰۰۰، جمعیت این شهر ۴۵۰ نفر اعلام شد.